# Eelco van Kleffens
Eelco Nicolaas van Kleffens (Heerenveen, 17 de noviembre de 1894-Almoçageme, 17 de junio de 1983) fue un diplomático y político neerlandés. Se desempeñó como ministro de asuntos exteriores de los Países Bajos, como embajador y como presidente de la Asamblea General de las Naciones Unidas.

## Biografía

### Primeros años y familia
Era descendiente de una antigua familia de servidores públicos de Frisia. Era hijo de Henricus Cato y Jeannette Frésine (Veenhoven) van Kleffens. Su hermano menor, Adrianus van Kleffens, posteriormente se convertiría en juez del Tribunal de Justicia de las Comunidades Europeas, actual Tribunal de Justicia de la Unión Europea.

### Carrera
Después de obtener un doctorado en leyes en la Universidad de Leiden, trabajó en la Secretaría de la Sociedad de las Naciones. Se convirtió en secretario de la Dirección de Royal Dutch Petroleum Co. en 1920. Fue nombrado director adjunto de la sección jurídica del Ministerio de Asuntos Exteriores de los Países Bajos en 1922 y de la sección diplomática en 1927, convirtiéndose en director de este último en 1929. A principios de la década de 1930, fue también secretario general de la Academia de Derecho Internacional de La Haya.
Fue nombrado ministro de asuntos exteriores en 1939, semanas antes de que comenzara la Segunda Guerra Mundial, y formó parte del gobierno neerlandés en el exilio durante ese período. Durante la guerra, escribió un relato de la invasión alemana llamado Juggernaut over Holland que circuló dentro del territorio ocupado. Posteriormente fue uno de los signatarios originales de la unión de Benelux.
Ocupó el cargo de ministro de asuntos exteriores hasta el gabinete de Willem Schermerhorn en 1946. Tras su renuncia al cargo ministerial (pero no del gabinete), se convirtió en el representante de los Países Bajos en el Consejo de Seguridad de las Naciones Unidas, y en 1947 fue nombrado embajador en los Estados Unidos. En 1950 se convirtió en el embajador en Portugal, y se le otorgó el título de Ministro de Estado.
En 1954, fue designado para ocupar el cargo de presidente de la Asamblea General de las Naciones Unidas para el noveno período de sesiones de ese órgano.
Fue el representante neerlandés ante la Organización del Tratado del Atlántico Norte (OTAN) y la Organización para la Cooperación y el Desarrollo Económicos desde 1956 hasta 1958, y en la Comunidad Europea del Carbón y del Acero desde 1958 hasta 1967, después de lo cual se retiró a Portugal, donde falleció el 17 de junio de 1983.